# NGC 1122
NGC 1122 (również NGC 1123, PGC 10890 lub UGC 2353) – galaktyka spiralna z poprzeczką (SBb), znajdująca się w gwiazdozbiorze Perseusza.
Odkrył ją William Herschel 17 października 1786 roku, a John Dreyer skatalogował ją jako NGC 1123. 6 września 1885 roku obserwował ją Lewis A. Swift i mimo że pozycja podana przez niego była niemal identyczna z tą z obserwacji Herschela, uznał ją za nowo odkryty obiekt. Również Dreyer przeoczył ten fakt i skatalogował galaktykę po raz drugi jako NGC 1122.